# Francesco Zaganelli
Francesco Zaganeli, conosciuto anche come Francesco da Cotignola o Francesco di Bosio Zaganelli (Cotignola, 1450-1460 – Ravenna, 1532), è stato un pittore italiano.

## Biografia
Figlio di Bosio, alcune fonti lo citano come Francesco di Bosio Zaganelli. Nella natia Cotignola condivise la propria bottega con il fratello Bernardino Zaganelli (1499- 1519). Il loro primo lavoro congiunto noto è la Madonna col Bambino in trono con i santi Giovanni Battista e Floriano e tre angeli (1499). Il loro ultimo è la Sacra Famiglia (1509). Dopo l'abbandono del fratello, che lasciò la bottega nel 1509, Francesco, che fino ad allora aveva lavorato principalmente a tempera, intraprese nuove direzioni interessandosi alla xilografia.
Francesco Zaganelli dipinse a Ravenna, Faenza e Parma. Fu probabilmente allievo di Marco Palmezzano e Nicolò Rondinelli. Studiò principalmente la pittura ferrarese, che segnò il suo lavoro e può spiegare anche alcune particolarità del suo stile.
Il Vasari scrive che Nicolò Rondinelli fu sepolto in San Francesco a Ravenna, poi continua con queste parole: "dopo di lui è venuto Francesco da Cotignola, che fu anch'egli tenuto in grande considerazione in questa città e dipinse molti quadri".
Francesco da Cotignola è documentato a Ravenna dal 1513. A questo periodo risalgono anche: il Battesimo (1514), dipinto per la chiesa di San Domenico a Faenza, e l'Immacolata Concezione (opera firmata e datata 1513).
Morì a Ravenna nel 1532, lasciando incompiuta la realizzazione di un ciclo pittorico nella Basilica di Sant'Apollinare in Classe. Fu sepolto nella basilica, com'egli aveva richiesto.
Le sue opere sono conservate in collezioni pubbliche e private, in Italia e all'estero.

## Opere rappresentative
- Madonna col Bambino in trono con i santi Giovanni Battista e Floriano e tre angeli (firmato e datato 1499, Pinacoteca di Brera, Milano);
- Sacra Famiglia (1509) Galleria Carrara, Bergamo;
- Battesimo (firmata e datata 1514, National Gallery di Londra);
- Crocifissione con i Santi Antonio Abate e Francesco , Museo d'arte della città di Ravenna[2];
- Madonna con Bambino in gloria adorata dai Santi Francesco d'Assisi e Girolamo (firmata e datata 1512), Galleria dei dipinti antichi della Fondazione e della Cassa di Risparmio di Cesena[3];
- Madonna col Bambino tra i santi Giovanni Battista e Sebastiano, Museo Condé, Chantilly (Francia);
- Immacolata Concezione (firmata e datata 1513);
- Natività (dopo il 1520);
- Veronica, Museo della Città, Rimini;
- Santa Caterina d'Alessandria, Rijksmuseum, Amsterdam (Paesi Bassi);
- Cristo tra i santi Caterina, Francesco ed Elisabetta d'Ungheria, collezione privata;
- Santa Caterina e San Sebastiano, Museo d'arte della città di Ravenna;
- Cristo morto tra due angeli, Santuario della Madonna del Frassino di Ornica.[4]
- Resurrezione di Lazzaro (1532 circa), Biblioteca Classense, Ravenna;
- Sposalizio mistico di Santa Caterina di Alessandria (1530 circa), Seminario Arcivescovile, Ravenna.

## Galleria d'immagini

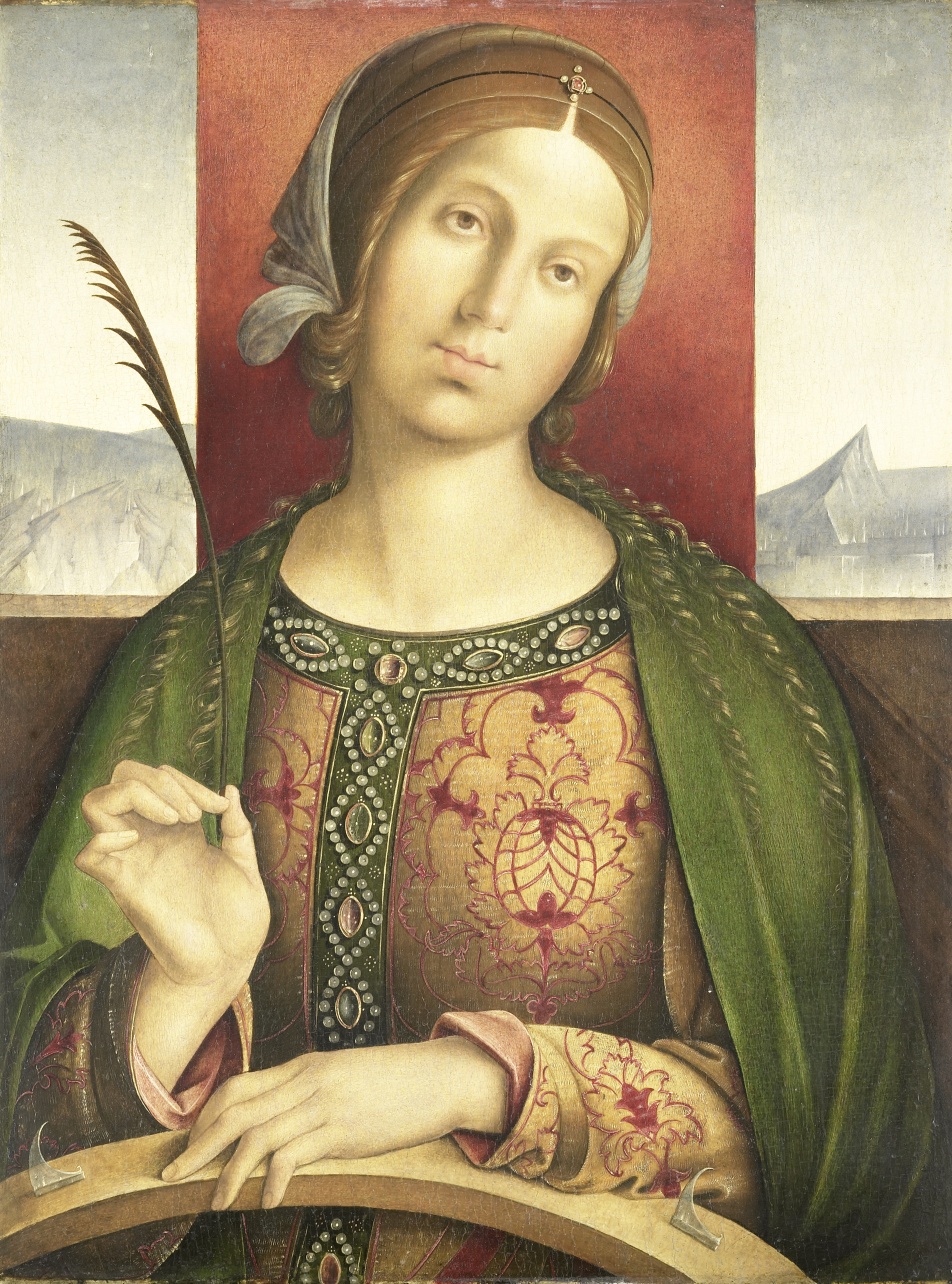
Santa Caterina d'Alessandria.
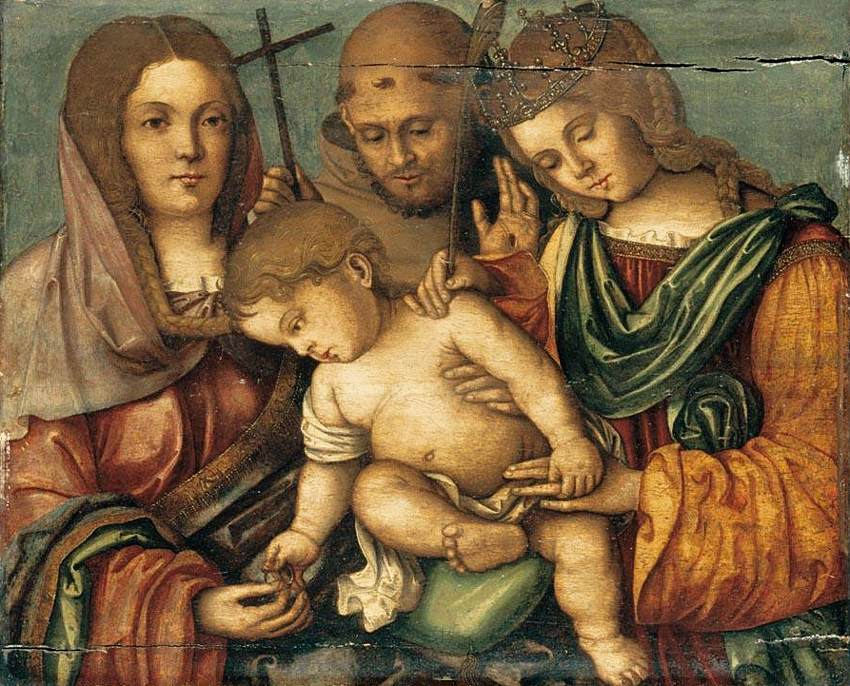
Cristo tra i santi Caterina, Francesco ed Elisabetta d'Ungheria.
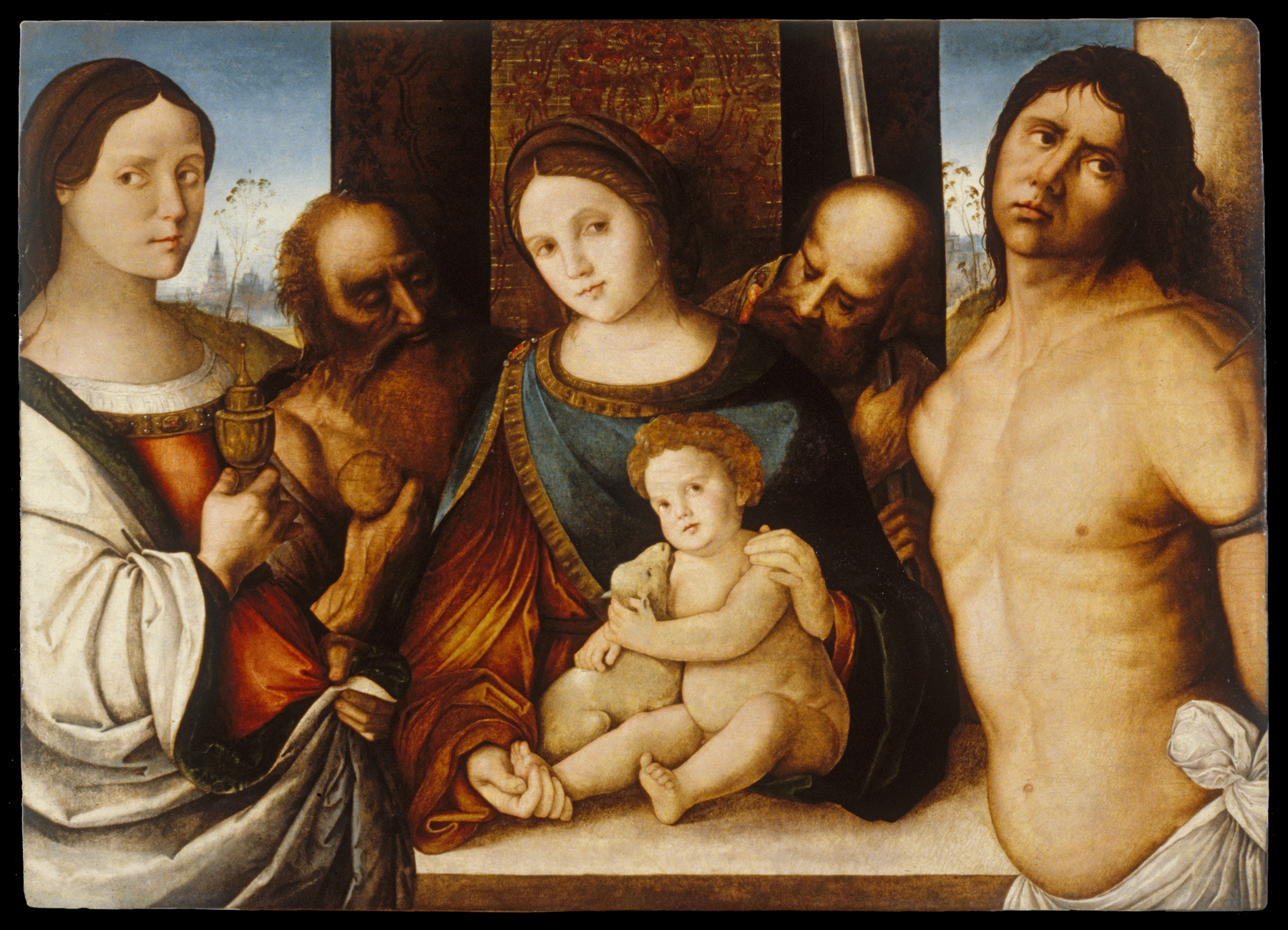
Madonna con Bambino e santi.
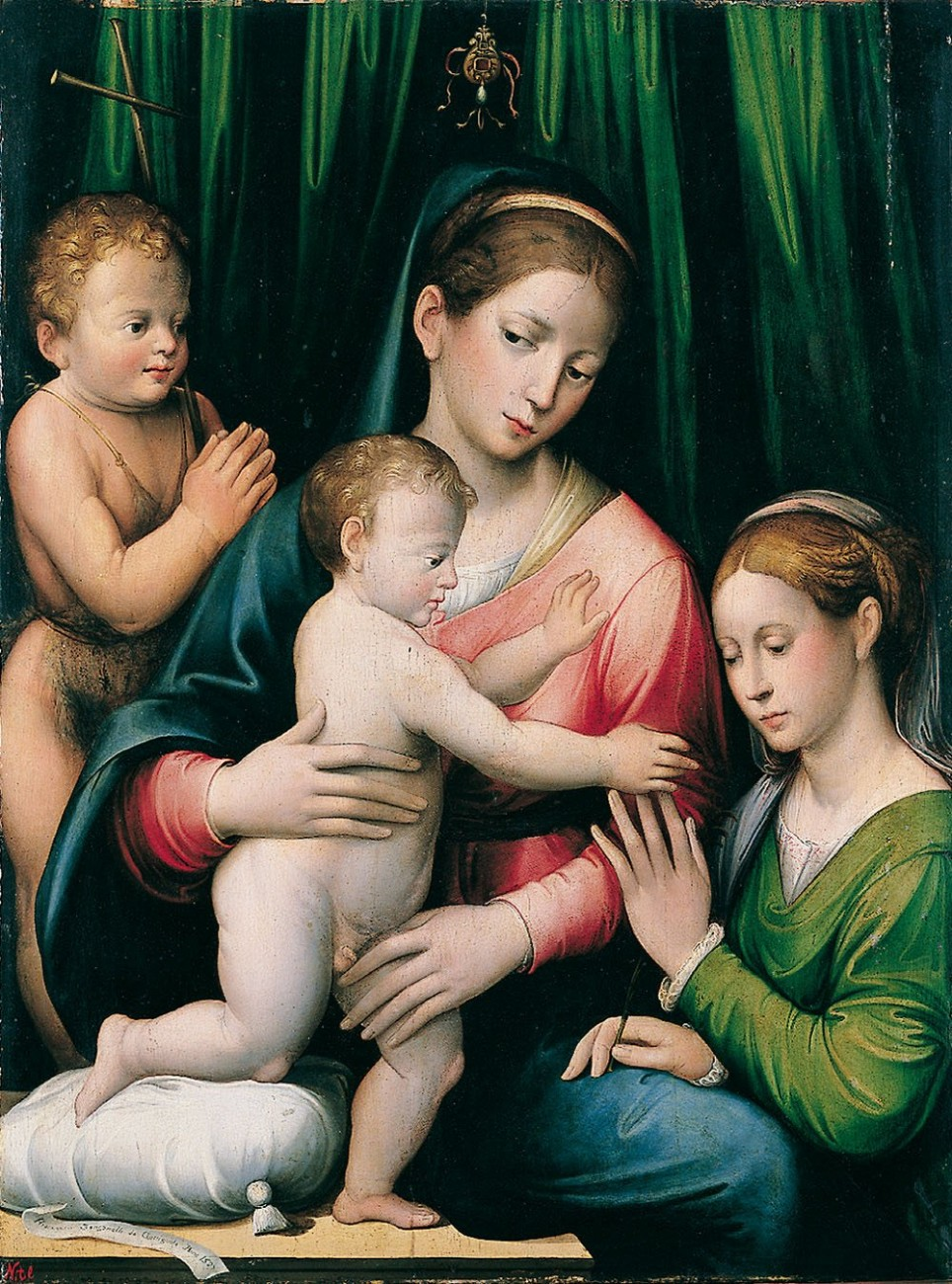
Matrimonio mistico di Santa Caterina.
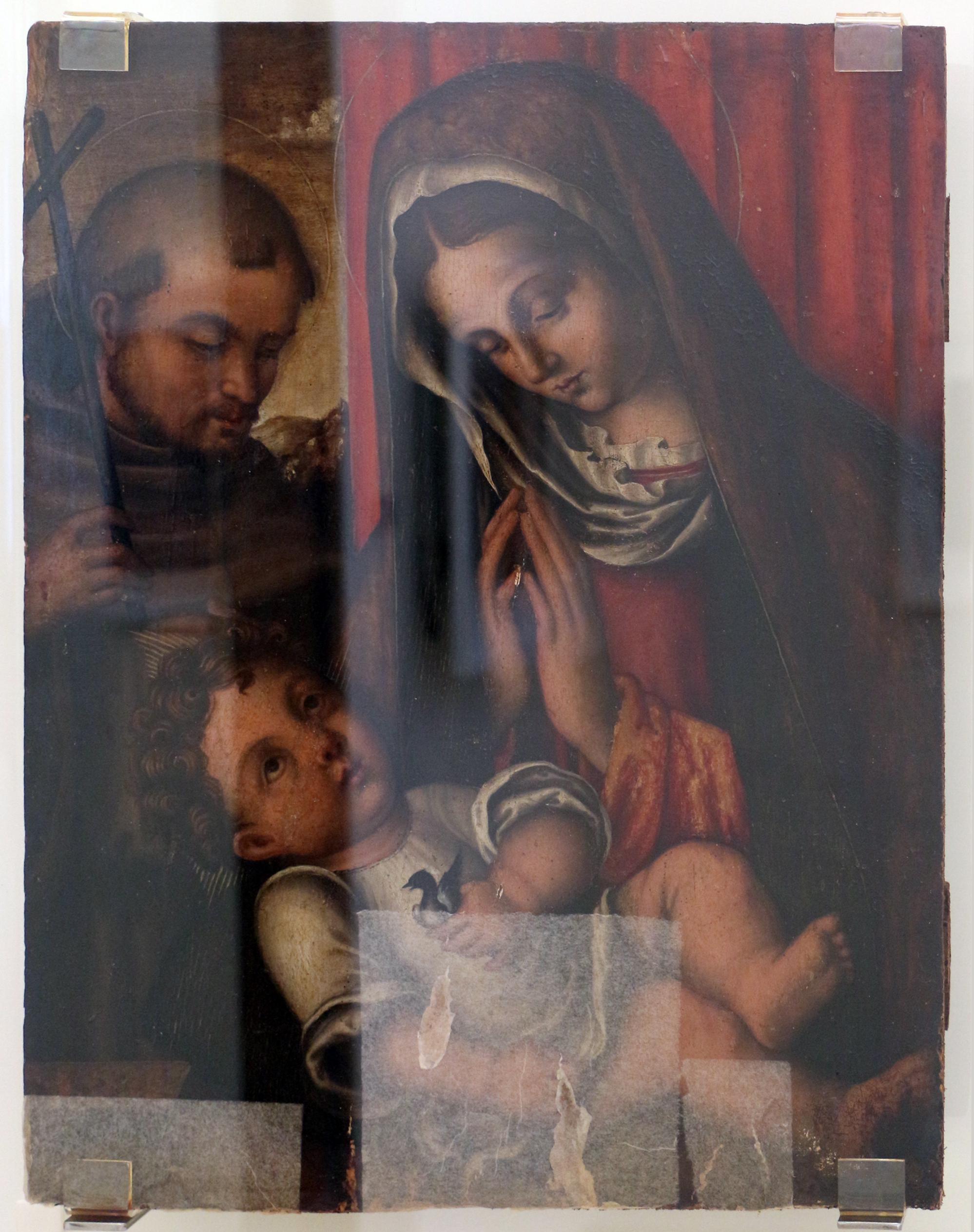
Adorazione del Bambino con san Francesco, 1520-30 ca.
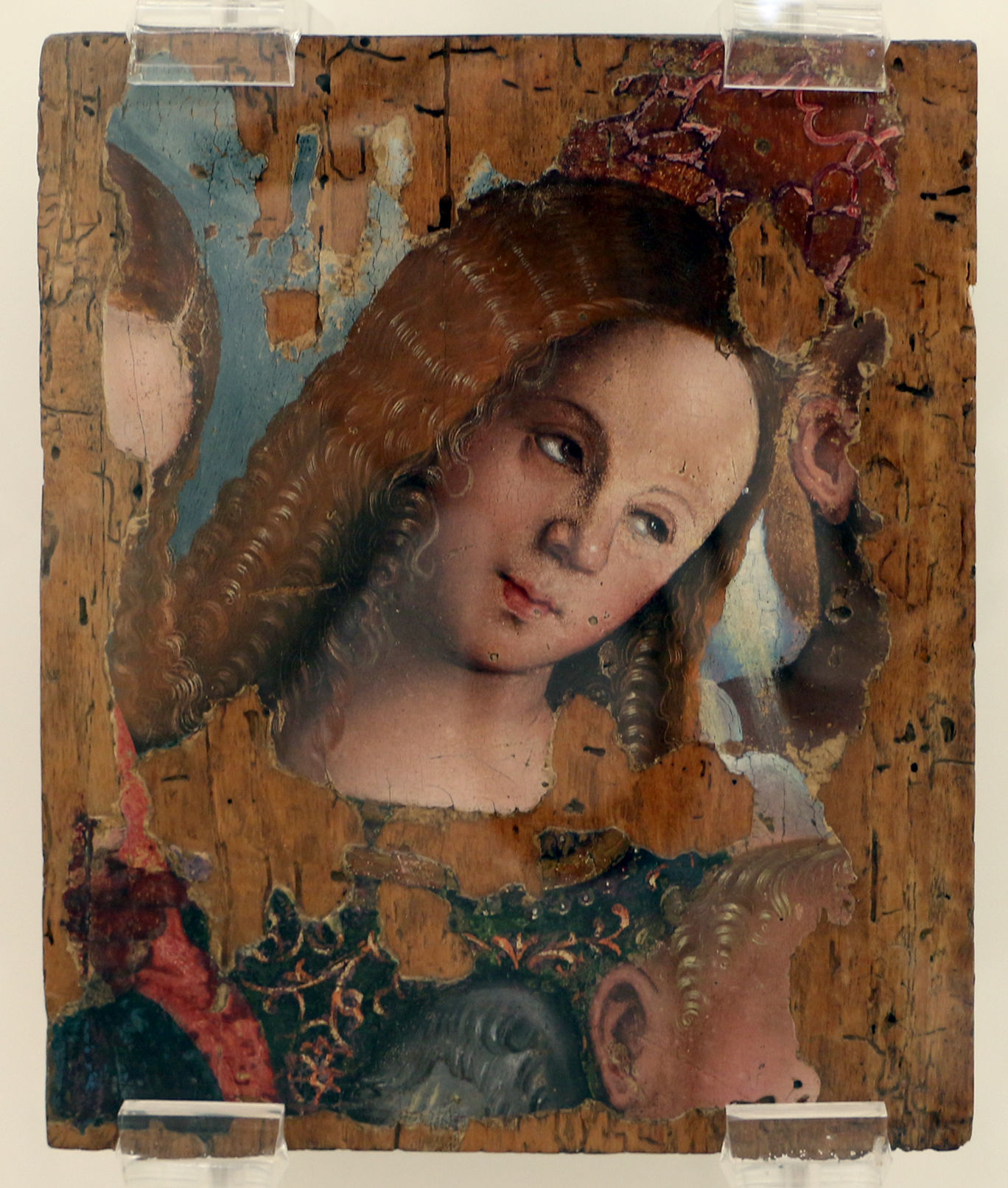
Testa d'angelo, 1520-30 ca.
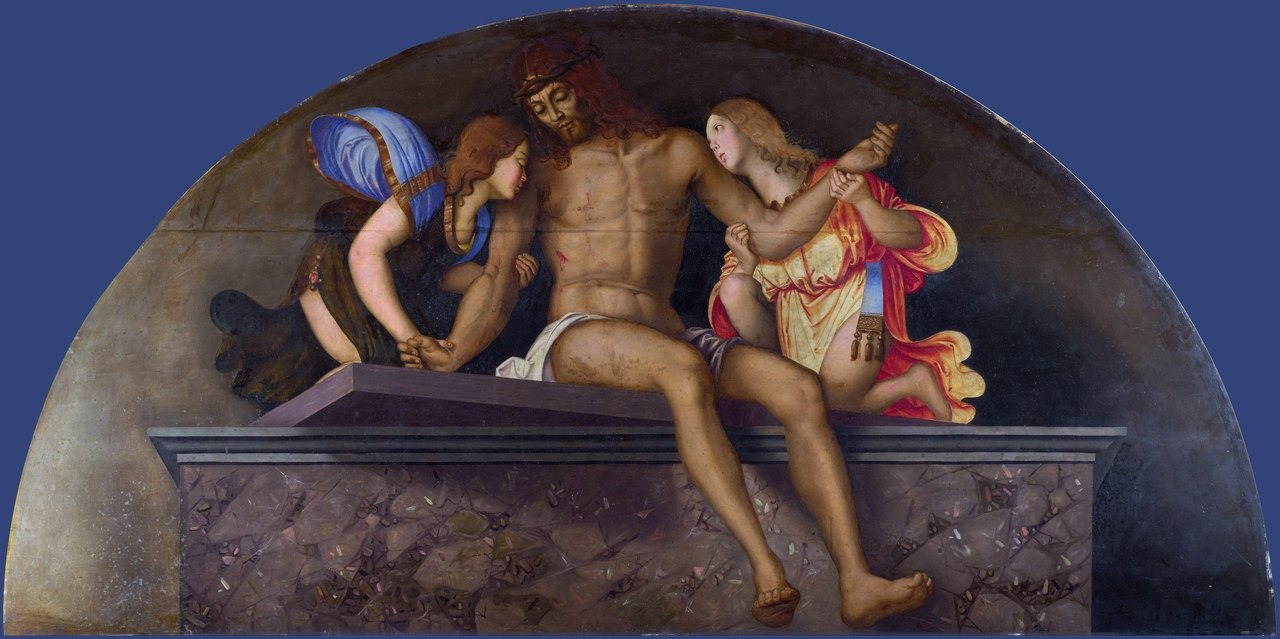
Cristo morto tra due angeli.
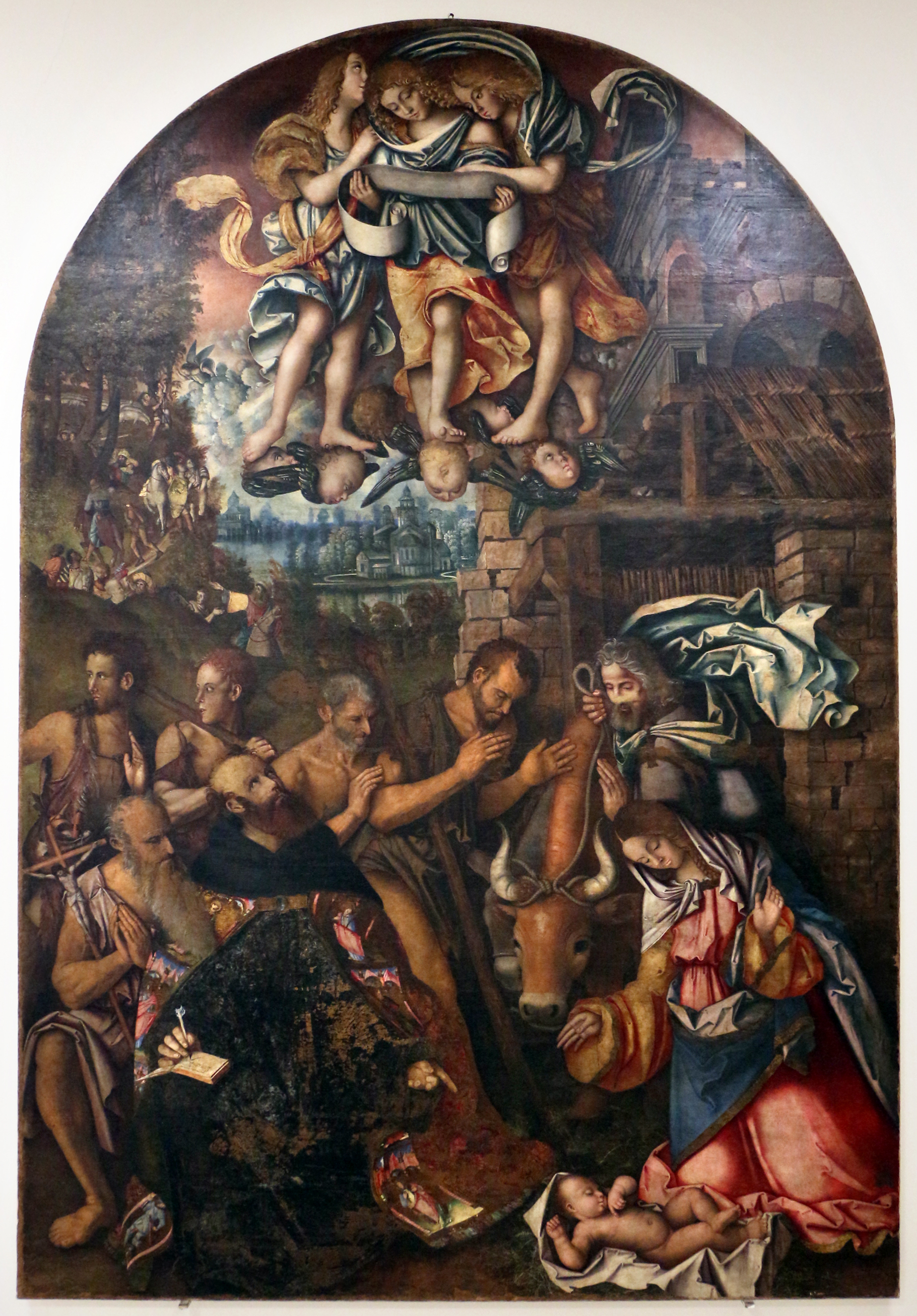
Adorazione dei pastori coi santi Bonaventura e Girolamo, 1520-30 ca.
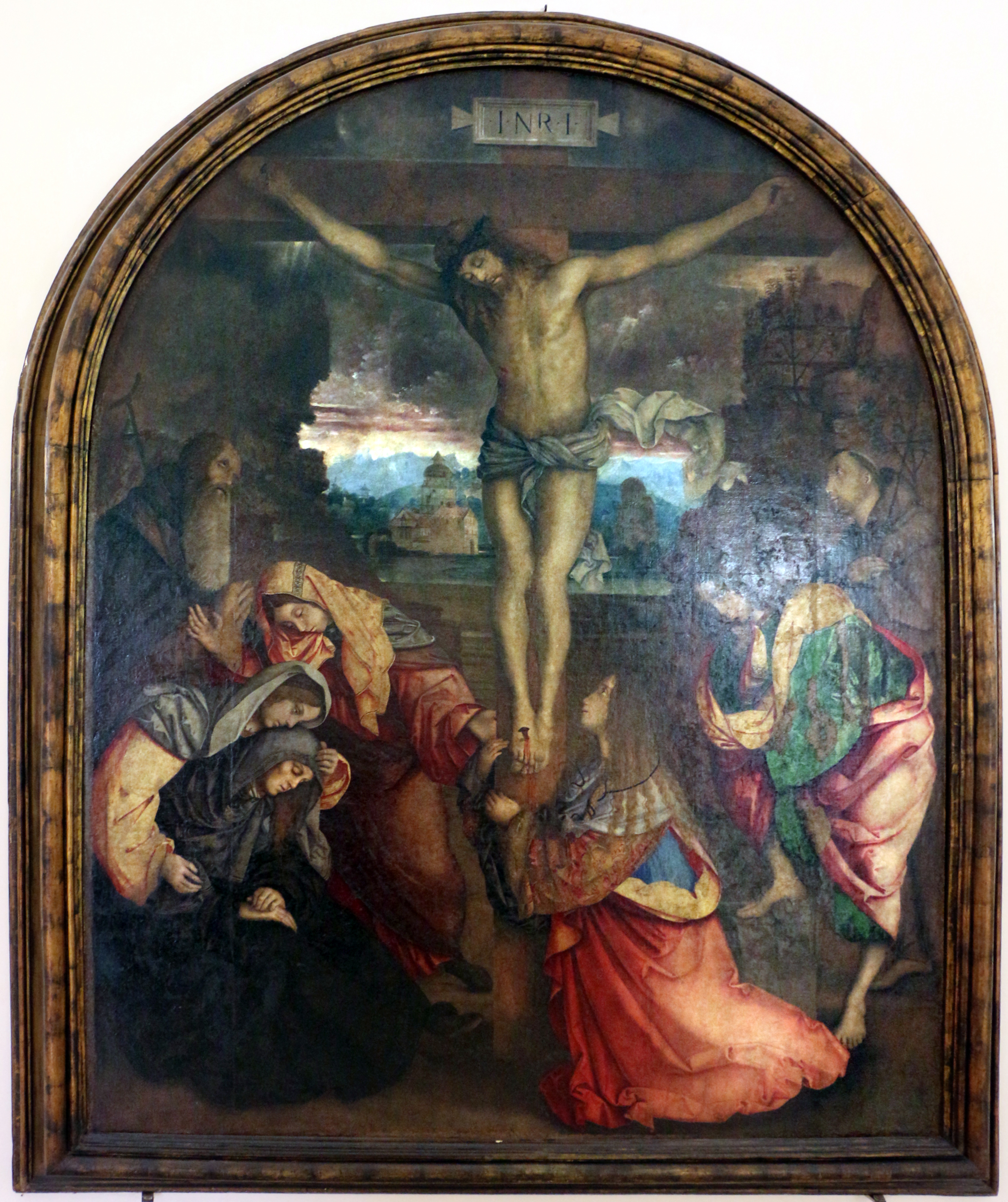
Crocifissione.
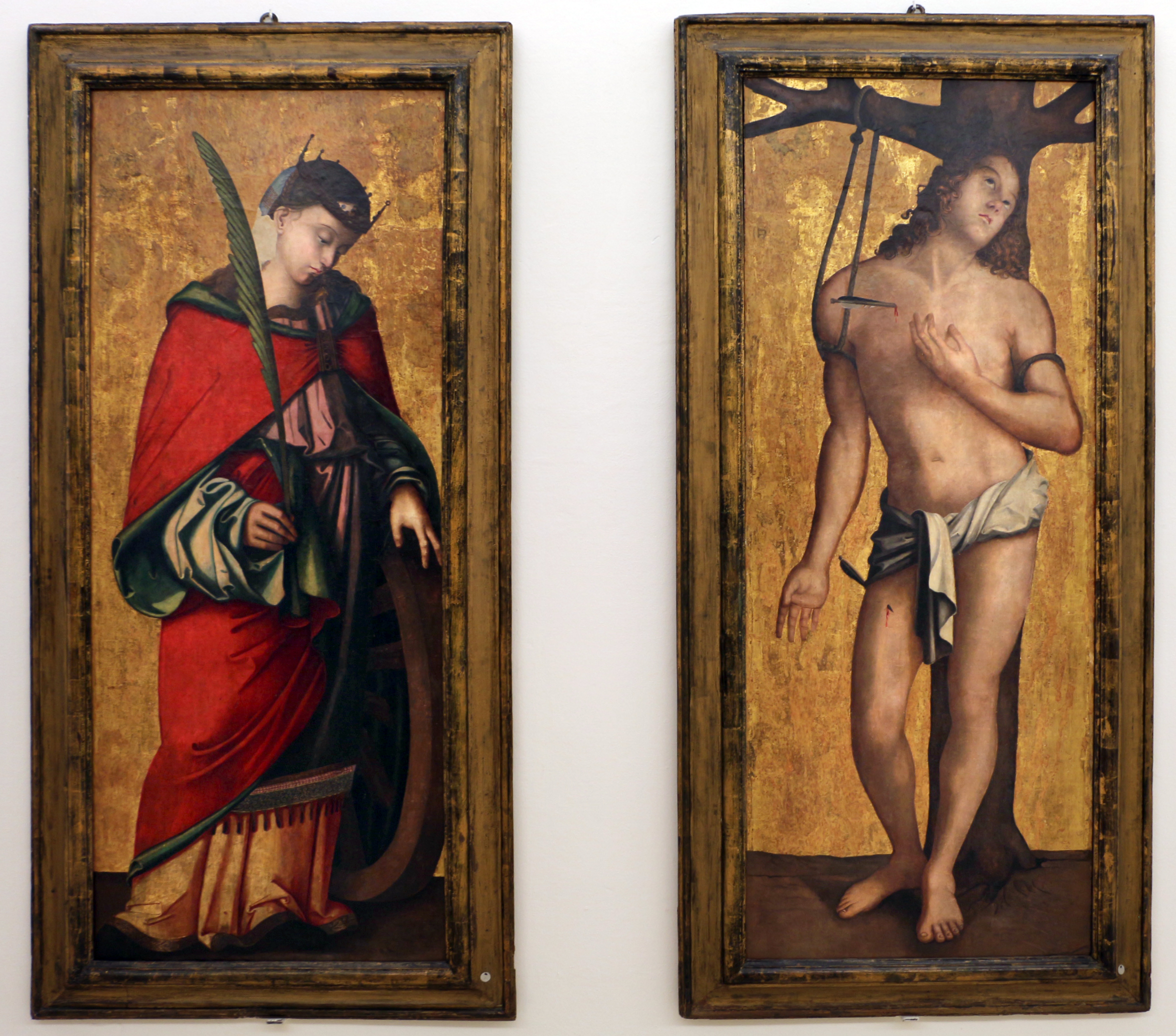
Santa Caterina e San Sebastiano.
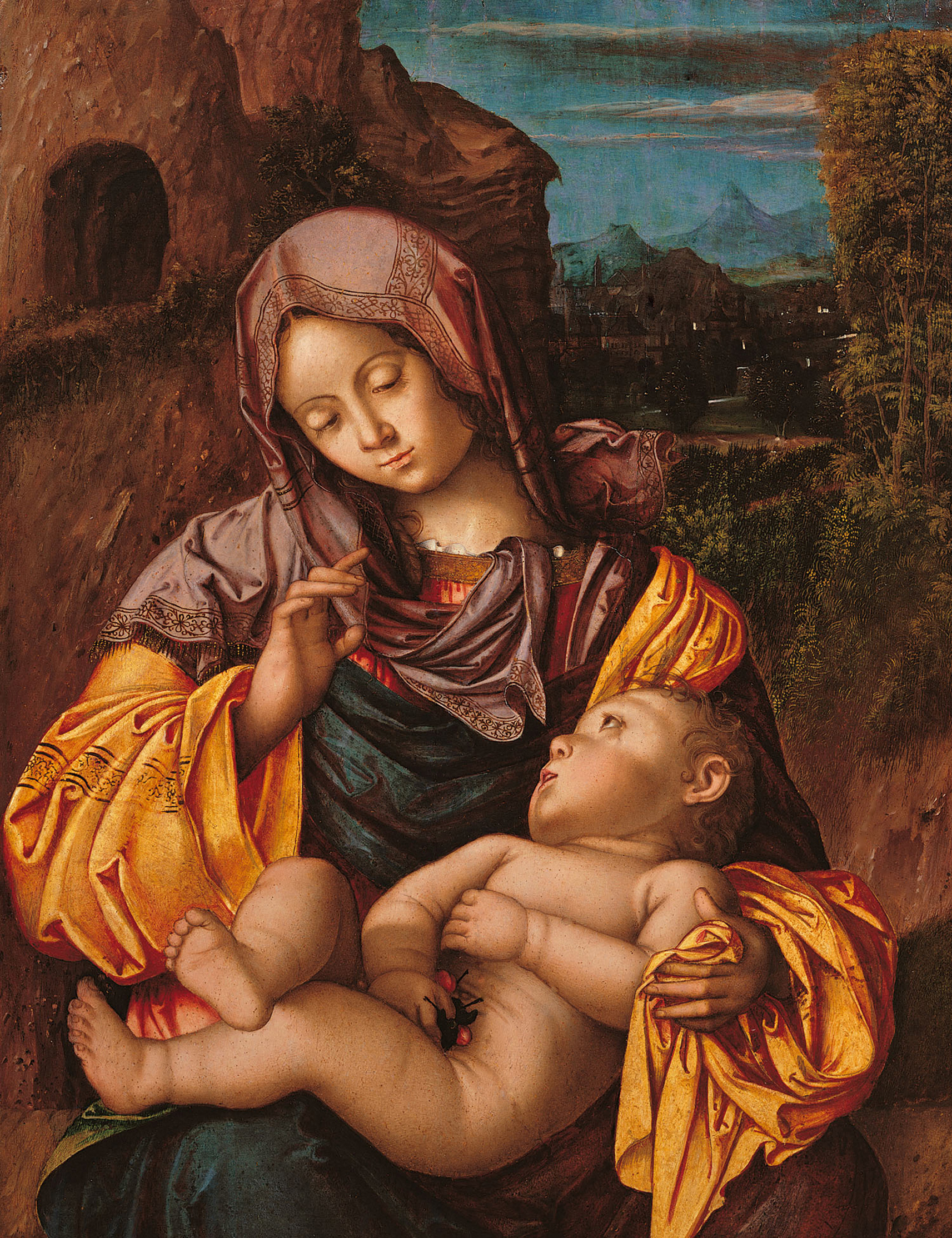
Madonna col Bambino.
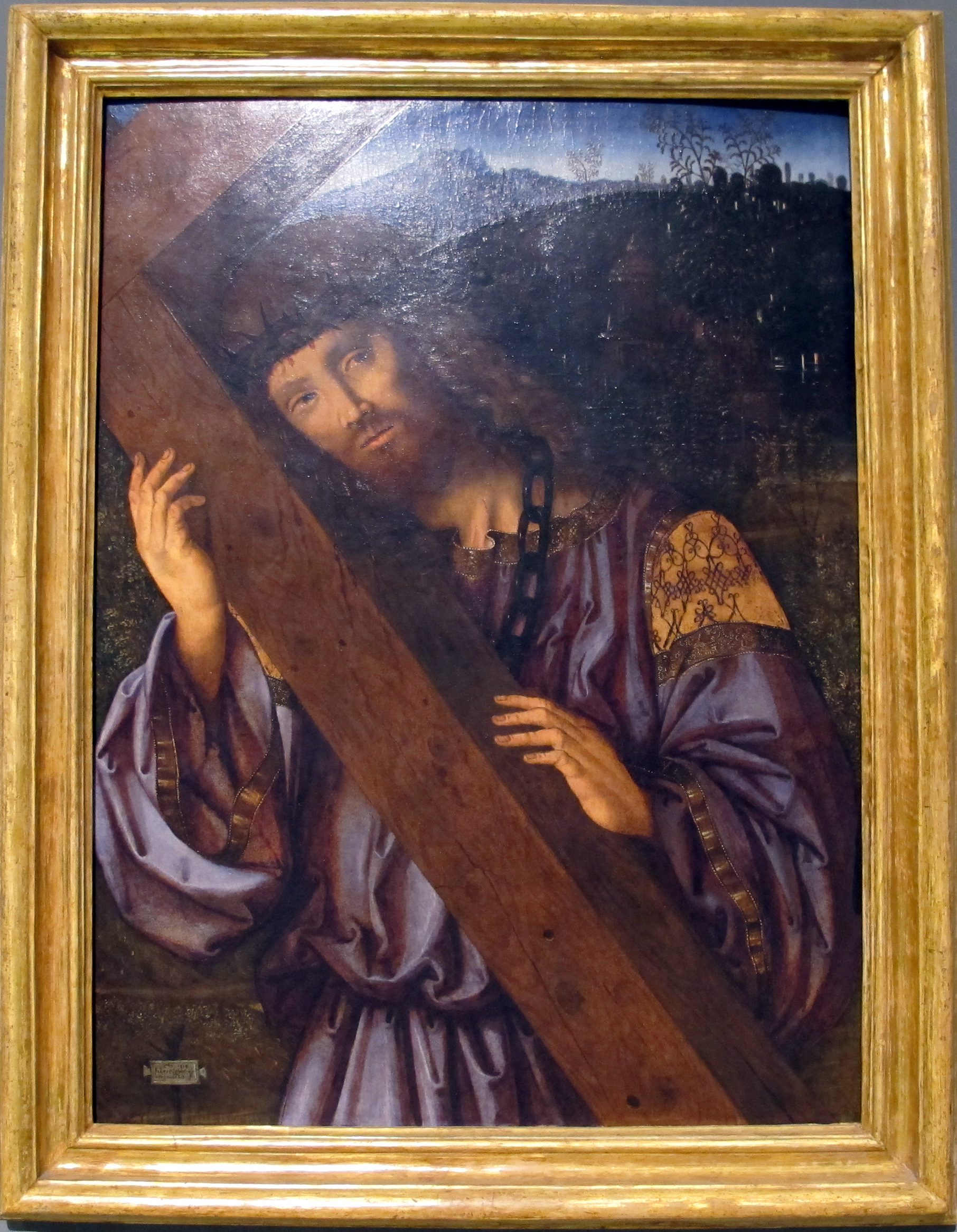
Cristo portacroce, 1514.
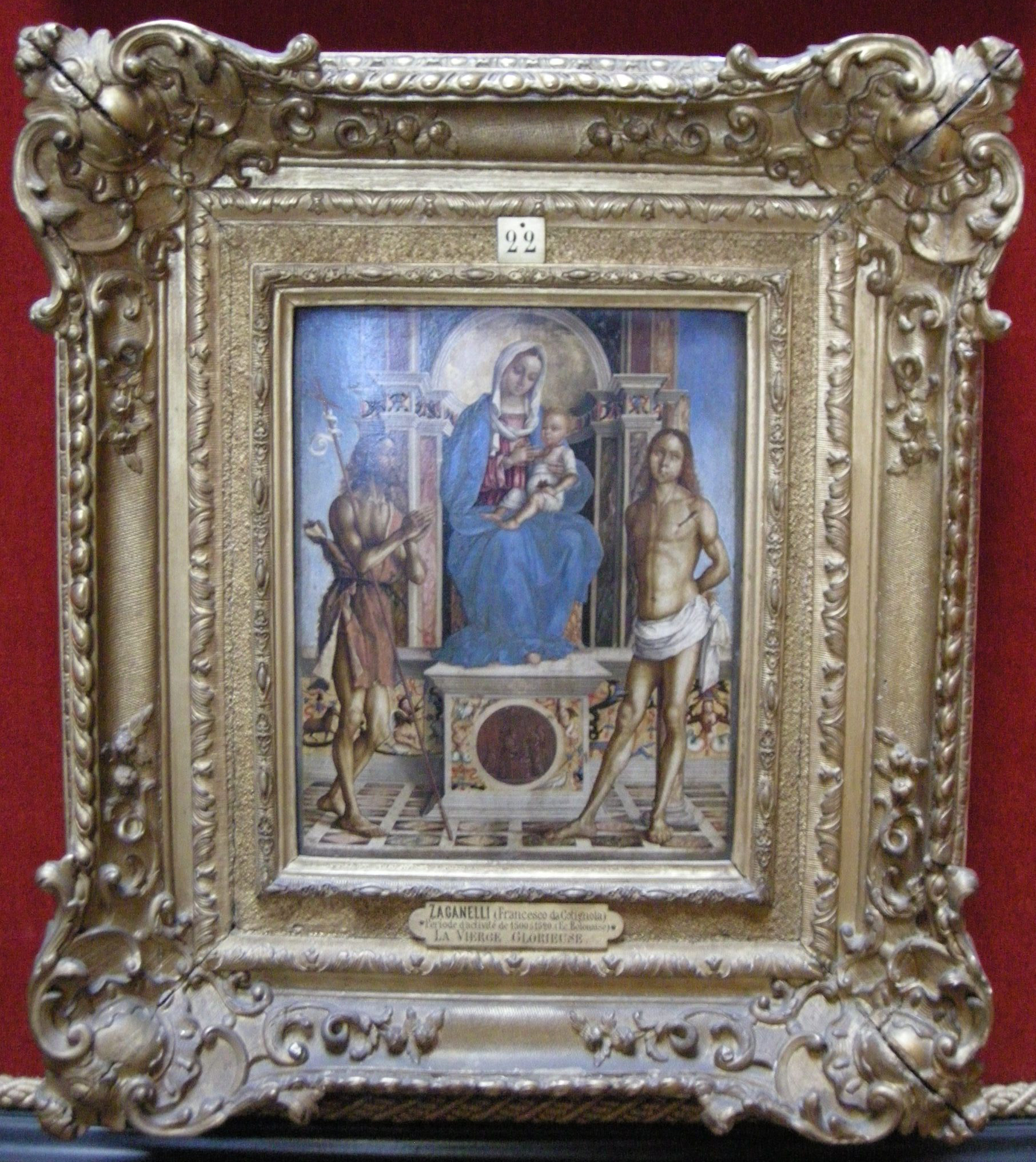
Madonna col Bambino tra i santi Giovanni Battista e Sebastiano, 1505 ca.
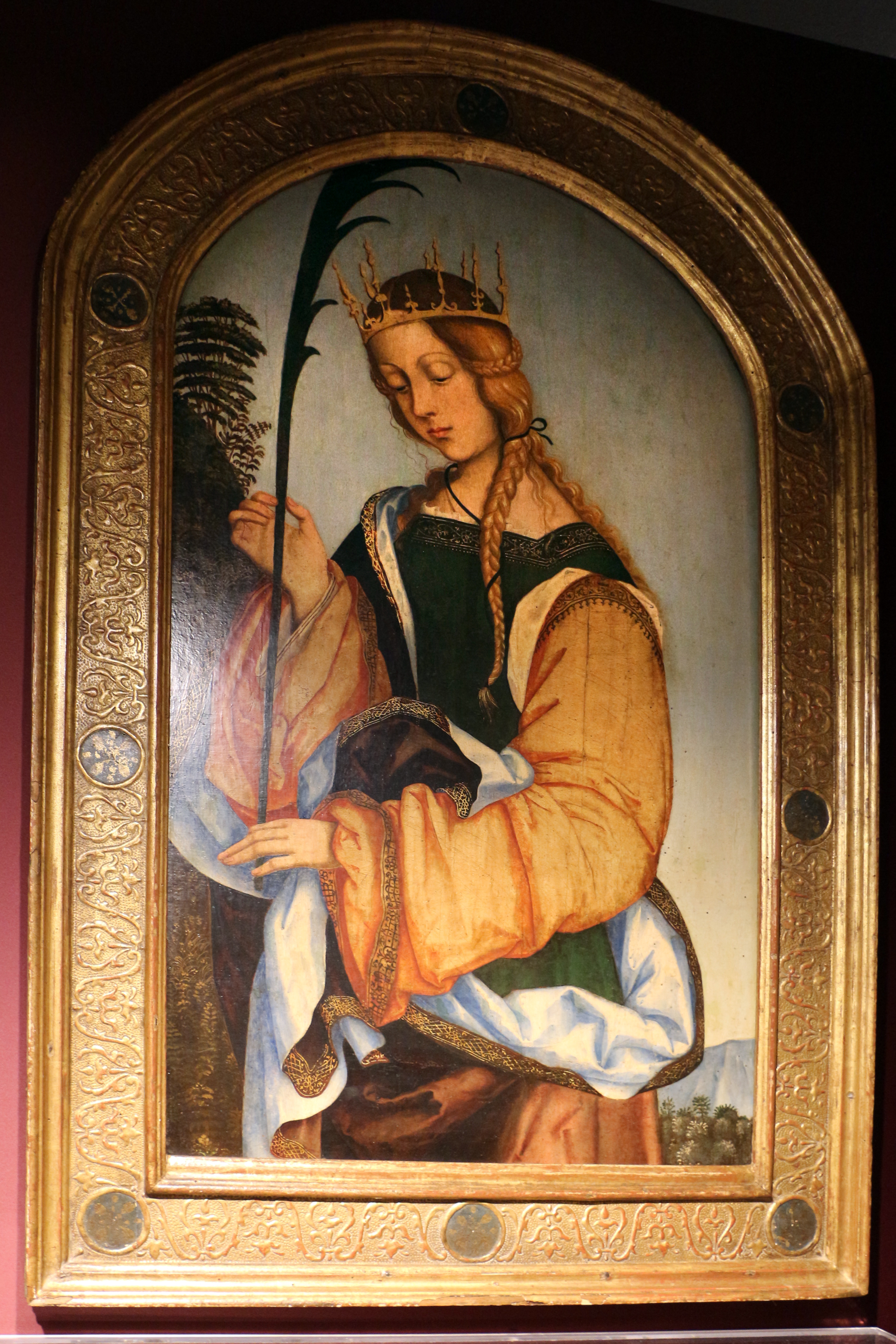
Santa Caterina d'Alessandria.
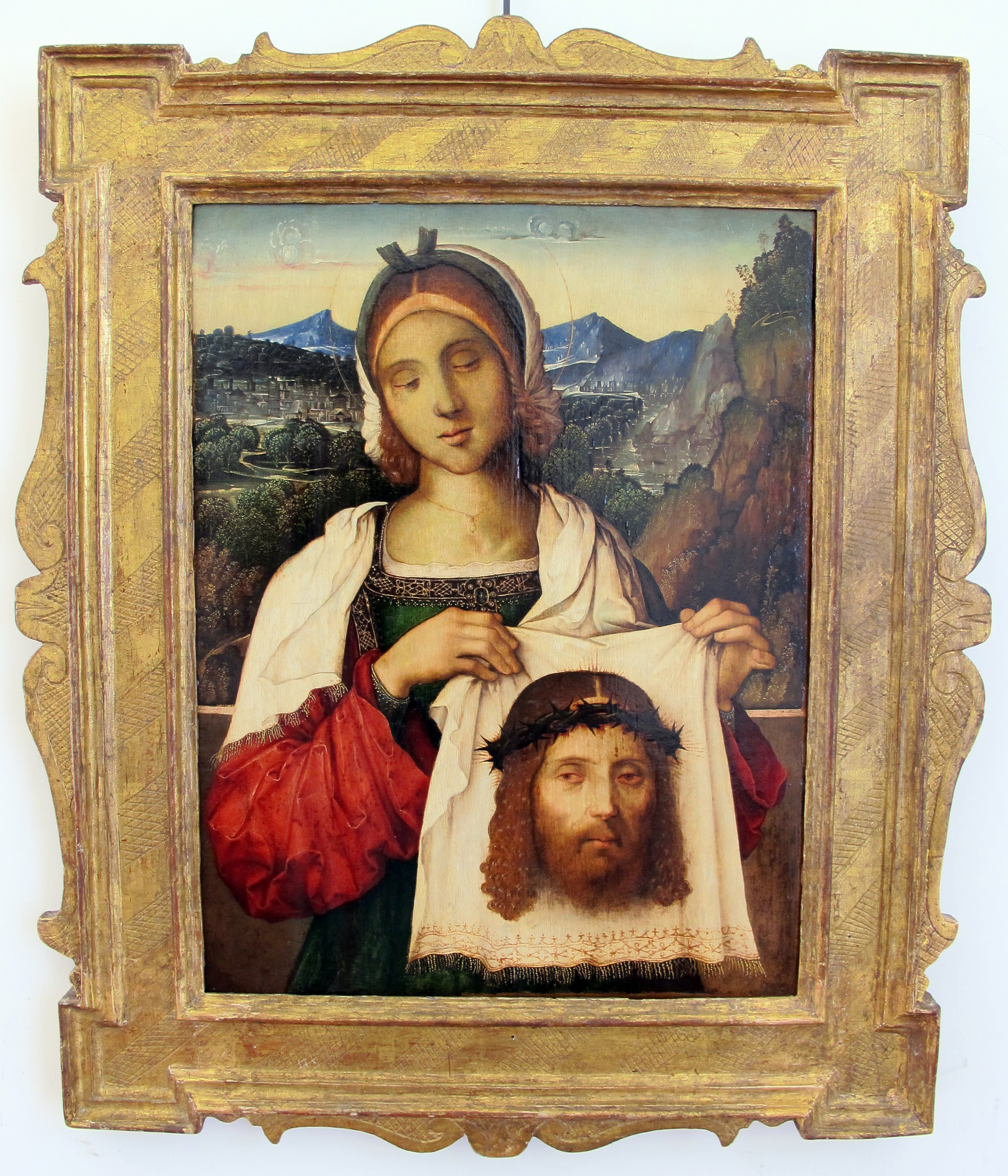
Veronica, fine XV-inizio XVI secolo.
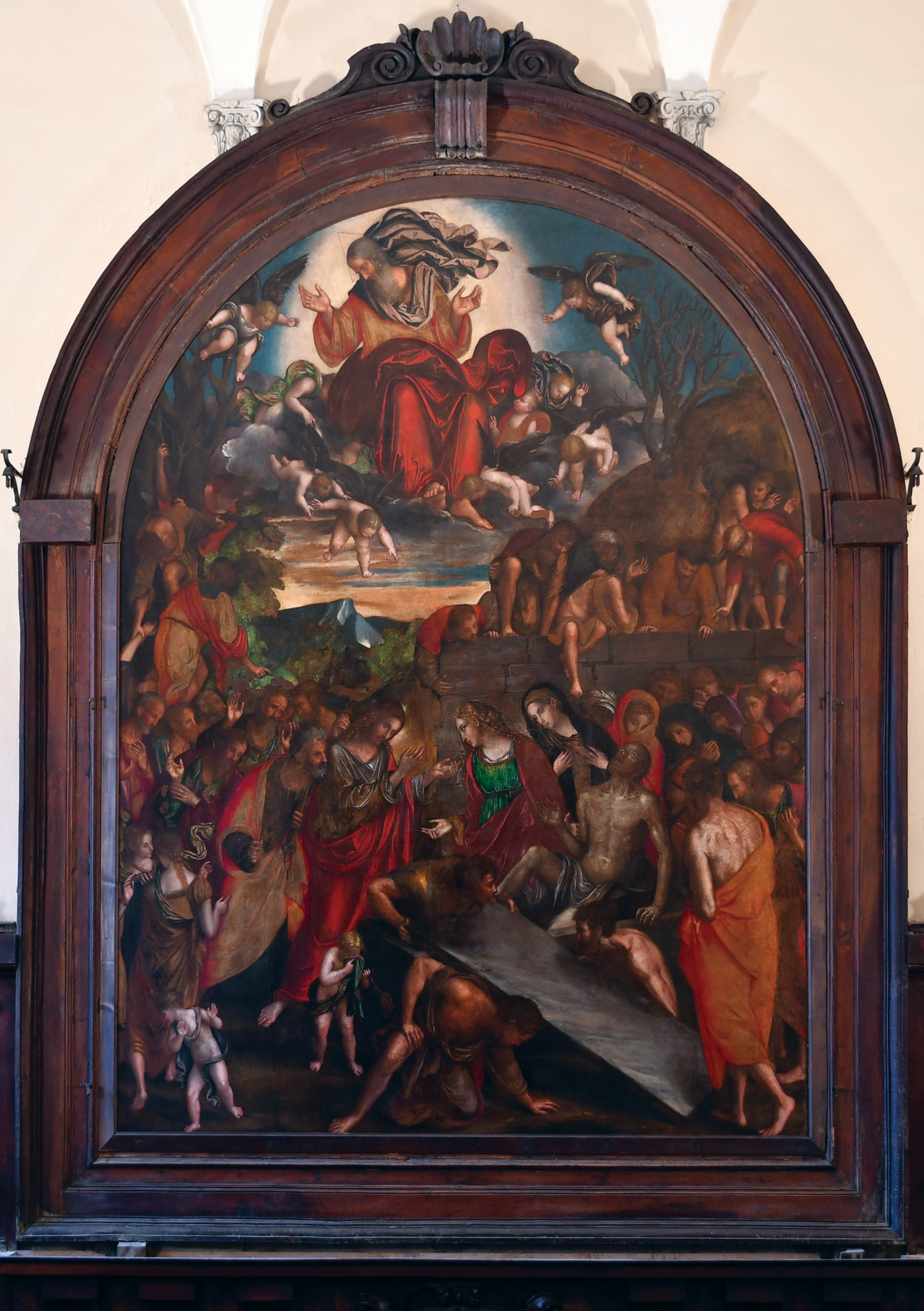
"Resurrezione di Lazzaro" (1532-1538?)